# Südafrikanische Frauen-Cricket-Nationalmannschaft in den West Indies in der Saison 2018/19
Die Tour der südafrikanischen Frauen-Cricket-Nationalmannschaft in die West Indies in der Saison 2018/19 fand vom 16. September bis zum 6. Oktober 2018 statt. Die internationale Cricket-Tour war Bestandteil der Internationalen Cricket-Saison 2018/19 und umfasste drei WODIs und fünf WTwenty20s. Die WODI-Serie endete 1–1 und die WTwenty20-Serie 2–2 unentschieden.

## Vorgeschichte
Für beide Mannschaften war es die erste Tour der Saison. Das letzte Aufeinandertreffen der beiden Mannschaften bei einer Tour fand in der Saison 2015/16 in Südafrika statt.

## Stadien
Die folgenden Stadien wurde für die Tour ausgewählt.
| Stadt      | Land                | Stadion            | Kapazität | Spiele                |
| ---------- | ------------------- | ------------------ | --------- | --------------------- |
| Bridgetown | Barbados            | Kensington Oval    | 11.000    | 1. – 3. WODI; 1. WT20 |
| Tarouba    | Trinidad und Tobago | Brian Lara Stadium | 15.000    | 2. – 5. WT20          |

## Kaderlisten
Südafrika benannte seine Kader am 15. August 2018.
Die West Indies benannten ihre Kader am 7. September 2018.
| WODI | WODI | WTwenty20 | WTwenty20 |
| West Indies | Südafrika | West Indies | Südafrika |
| --- | --- | --- | --- |
| - Stafanie Taylor (K) - Merissa Aguilleira (wk) - Shemaine Campbelle - Shamilia Connell - Deandra Dottin - Afy Fletcher - Qiana Joseph - Kycia Knight - Hayley Matthews - Natasha McLean - Anisa Mohammed - Chedean Nation - Shakera Selman | - Dané van Niekerk (K) - Trisha Chetty - Shabnim Ismail - Marizanne Kapp - Masabata Klaas - Lizelle Lee (wk) - Suné Luus - Zintle Mali - Raisibe Ntozakhe - Mignon du Preez - Robyn Searle - Tumi Sekhukhune - Saarah Smith - Chloe Tryon - Faye Tunnicliffe - Laura Wolvaardt | - Stafanie Taylor (K) - Merissa Aguilleira (wk) - Shemaine Campbelle - Shamilia Connell - Deandra Dottin - Afy Fletcher - Sheneta Grimmond - Qiana Joseph - Kycia Knight - Hayley Matthews - Natasha McLean - Anisa Mohammed - Chedean Nation - Karishma Ramharack - Shakera Selman | - Dané van Niekerk (K) - Trisha Chetty - Shabnim Ismail - Marizanne Kapp - Masabata Klaas - Lizelle Lee (wk) - Suné Luus - Zintle Mali - Raisibe Ntozakhe - Mignon du Preez - Robyn Searle - Tumi Sekhukhune - Saarah Smith - Chloe Tryon - Faye Tunnicliffe - Laura Wolvaardt |

## Women’s One-Day Internationals

### Erstes WODI in  Auckland
| 16. September Scorecard | Bridgetown | Südafrika 201-9 (50)          | – | Neuseeland 161 (46) |
|                         |            | Südafrika gewinnt mit 40 Runs |   |                     |

West Indies gewannen den Münzwurf und entschieden sich als Feldmannschaft zu beginnen. Als Spielerin des Spiels wurde Suné Luus ausgezeichnet.

### Zweites WODI in Auckland
| 19. September Scorecard | Bridgetown | Südafrika 177-8 (38/38) | – | West Indies |
|                         |            | No Result               |   |             |

West Indies gewannen den Münzwurf und entschieden sich als Feldmannschaft zu beginnen.

### Drittes WODI in Hamilton
| 22. September Scorecard | Bridgetown | West Indies 292-5 (50)           | – | Südafrika 177 (42.3) |
|                         |            | West Indies gewinnt mit 115 Runs |   |                      |

West Indies gewannen den Münzwurf und entschieden sich als Schlagmannschaft zu beginnen. Als Spielerin des Spiels wurde Hayley Matthews  ausgezeichnet.

## Women’s Twenty20 Internationals

### Erstes WTwenty20 in Mount Maunganui
| 24. September Scorecard | Bridgetown | West Indies 124-6 (20)          | – | Südafrika 107-7 (20) |
|                         |            | West Indies gewinnt mit 17 Runs |   |                      |

West Indies gewannen den Münzwurf und entschieden sich als Schlagmannschaft zu beginnen. Als Spielerin des Spiels wurde Natasha McLean ausgezeichnet.

### Zweites WTwenty20 in Tarouba
| 28. September Scorecard | Tarouba | Südafrika 101-8 (20)              | – | West Indies 102-1 (15.3) |
|                         |         | West Indies gewinnt mit 9 Wickets |   |                          |

West Indies gewannen den Münzwurf und entschieden sich als Feldmannschaft zu beginnen. Als Spielerin des Spiels wurde Anisa Mohammed ausgezeichnet.

### Drittes WTwenty20 in Tarouba
| 30. September Scorecard | Tarouba | West Indies | – | Südafrika |
|                         |         | Abgesagt    |   |           |

Das Spiel musste auf Grund von Regenfällen abgesagt werden.

### Viertes WTwenty20 in Tarouba
| 4. Oktober Scorecard | Tarouba | West Indies 135-3 (20)          | – | Südafrika 136-2 (18.4) |
|                      |         | Südafrika gewinnt mit 8 Wickets |   |                        |

Südafrika gewann den Münzwurf und entschied sich als Feldmannschaft zu beginnen. Als Spielerin des Spiels wurde Laura Wolvaardt ausgezeichnet.

### Fünftes WTwenty20 in Tarouba
| 6. Oktober Scorecard | Tarouba | West Indies 155-5 (20)          | – | Südafrika 156-7 (19.5) |
|                      |         | Südafrika gewinnt mit 3 Wickets |   |                        |

Südafrika gewann den Münzwurf und entschied sich als Feldmannschaft zu beginnen. Als Spielerin des Spiels wurde Lizelle Lee ausgezeichnet.

## Auszeichnungen

### Player of the Series
Als Player of the Series wurden der folgende Spieler ausgezeichnet.
| Serie | Player of the Series |
| ----- | -------------------- |
| WODI  | Dané van Niekerk     |
| WT20  | Natasha McLean       |

### Player of the Match
Als Player of the Match wurden die folgenden Spielerinnen ausgezeichnet.
| Spiel   | Player of the Match |
| ------- | ------------------- |
| 1. WODI | Suné Luus           |
| 2. WODI | –                   |
| 3. WODI | Hayley Matthews     |
| 1. WT20 | Natasha McLean      |
| 2. WT20 | Anisa Mohammed      |
| 3. WT20 | –                   |
| 4. WT20 | Laura Wolvaardt     |
| 5. WT20 | Lizelle Lee         |